# Guillaume Crespin
Guillaume Crespin est né vers 1365 et mort à Tarascon le 25 juin 1440.
Guillaume Crespin de la ville de Château-Gontier fut le capitaine du Château de Tarascon sous Louis III et sous le Bon Roy René. Il était un gouverneur militaire pour le Roi, ce qui le faisait appeler aussi : Châtelain Royal. Il veillait à la sureté du château et en commandait la garnison ordinaire, sans avoir juridiction sur la ville, toujours gouvernée par ses consuls(Tarascon était gouvernée par ses seuls consuls depuis que Clovis décréta, après avoir obtenu une guérison qu'il était venu chercher auprès du tombeau de Sainte-Marthe, que la ville et son église ne devait être soumises à aucune puissance extérieure).
Mort à Tarascon, il est inhumé en la collégiale Sainte-Marthe, dans la chapelle Saint-Claude fondée par son beau-père Isnard Peytavin, un marchand tarasconnais.